# الجمعية الأمريكية للبريد الجوي
الجمعية الأمريكية للبريد الجوي (AAMS) هي منظمة أمريكية غير ربحية مخصصة لجمع ودراسة البريد الجوي وهواية جمع الطوابع الجوية.

## التاريخ

### السنوات الأولى
كان نادي البريد الجوي (1913-1915) أول جمعية أمريكية تُركّز على هذا الجانب من جمع الطوابع. كان يضم بضع عشرات من الأعضاء (بمن فيهم شخصيات بارزة في الجمعية الأمريكية لهواة جمع الطوابع الجوية)، ولكنه انحل مع اندلاع الحرب العالمية الأولى في أوروبا. وعندما عاد للانعقاد عام 1923 باسم الجمعية الأمريكية لهواة جمع الطوابع الجوية، وأُعيدت تسميتها إلى الجمعية الأمريكية للبريد الجوي (عام 1926)، أصبح النادي ركنًا أساسيًا في هذهِ الهواية. وقد تغيّر الاسم لأن الأحرف الأولى من اسمه (APS) كانت تُستخدم أيضًا من قِبل منظمة أخرى ذات تاريخ عريق في جمع الطوابع.

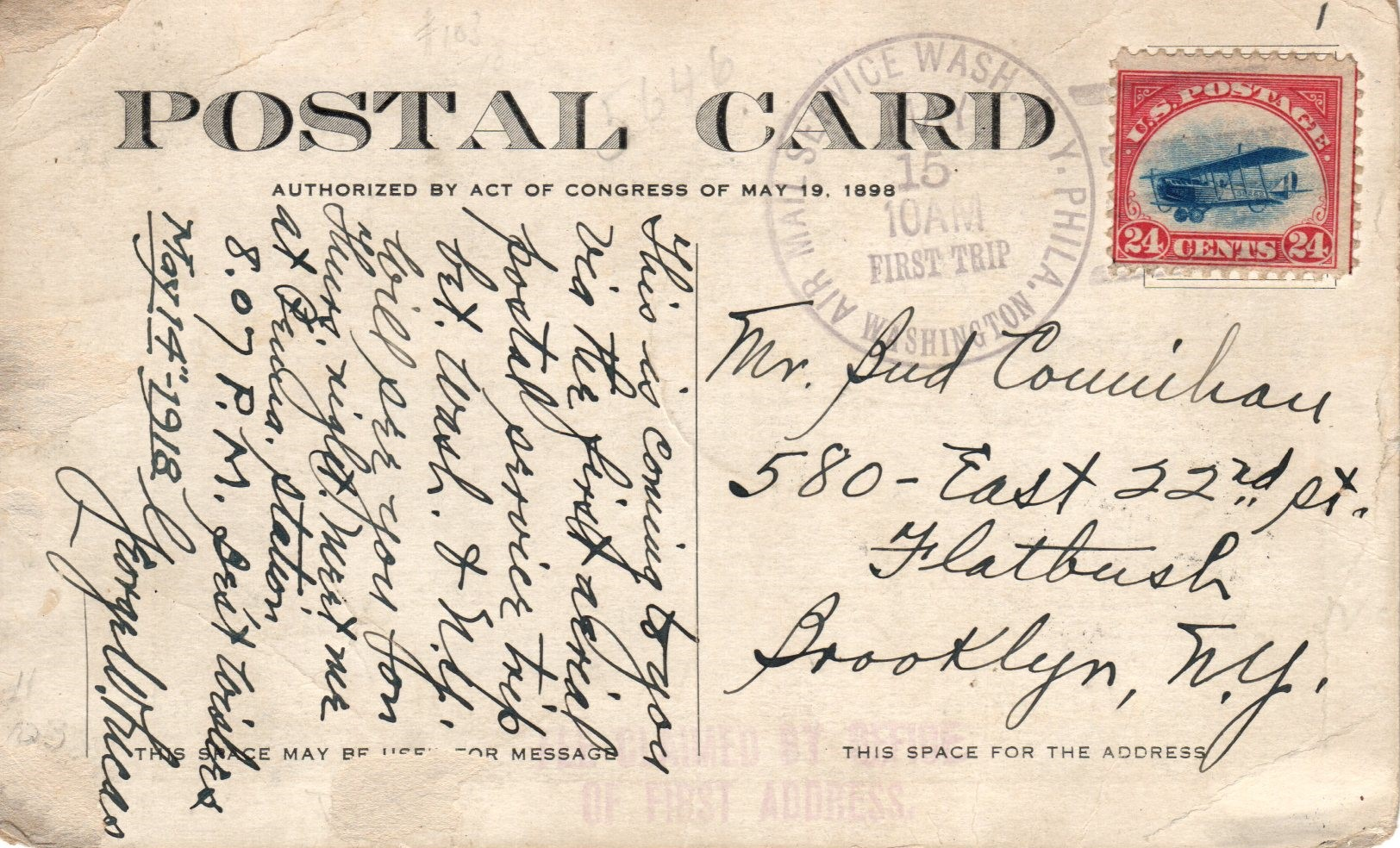
بطاقة بريد مؤرخة في 15 مايو 1918، الرحلة الأولى من واشنطن

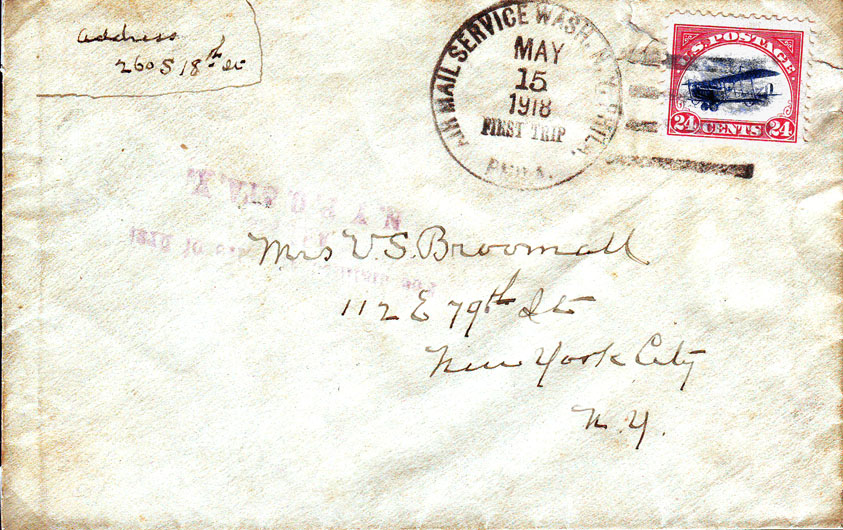
طُرح ظرف بريد في اليوم الأول من خدمة البريد الجوي المجدولة في الولايات المتحدة ومذيلة بأول طابع بريد جوي أمريكي، وهو طابع "جيني" (C-3) ذو ال 24 سنتًا. وعليهِ ختم إلغاء: "خدمة البريد الجوي - واشنطن. N.Y. Phila. 15 مايو 1918 - أول رحلة لفيلا." (CDS)

على طول الطريق، تأسس ما لا يقل عن اثنتي عشرة جمعية لهواة جمع الطوابع الجوية في الولايات المتحدة وحدها، من بينها: جمعية هواة جمع الطوابع الجوية، وجاك نايت، وجمعيتي موتور سيتي وجوثام للبريد الجوي، وجون وايز، واتحاد هواة جمع الطوابع الجوية للأمريكتين، وشركة إير ليبل أسوشيتس. وصدرت أيضًا العديد من المجلات والمنشورات، منها Aero News، وThe Air Mail Collector، وAirpost Journal، وAero Newsletter، وAmerican Post Journal، وJack Knight Air Log. ولم يبقَ من هذه المنشورات سوى APJ (التي نُشرت لأول مرة عام 1929).
وفي حين كان التركيز منصباً بالتأكيد على الإنجازات والنشاطات في الولايات المتحدة، كان للجمعية محررون مشاركون في 29 دولة بما في ذلك فرنسا وبريطانيا العظمى وسويسرا وألمانيا والنمسا وكندا وإيطاليا واليونان وبولندا وأيسلندا وهولندا والسويد وتشيكوسلوفاكيا والمغرب واليابان والفلبين وسيام وبلاد فارس وروسيا والمكسيك وكولومبيا وتشيلي والأرجنتين والبرازيل وكوبا وبنما ومنطقة القناة.

### حرب 1929
نشر هولكومب يورك، مالك بورصة بيركشاير، أول دليل أو فهرس للبريد الجوي الأمريكي ومجلة للبريد الجوي، انتقد هولكومب يورك شغف جمعية البريد الجوي الأمريكية (AAMS) بأغلفة تحمل شعارات تذكارية لم تُحمل قط على متن رحلة افتتاحية أو تاريخية. وكان خصمهُ اللدود دونالد ديكاسون، تاجر بريد جوي سابق آخر.
استمر الجدل حول بطاقات البريد الجوي الرسمية وغير الرسمية لسنواتٍ تالية، مما أدى إلى انقسام مجتمع جامعي قرطاسية البريد الجوي. في عام 1931، أعلن يورك وديكاسون، في مفاجأةٍ واسعة، عن اندماج مصالحهما التجارية.
وخلال 85 عامًا منذ نشر فهرس جمعية البريد الجوي الأمريكية (AAMS) لأول مرة، ادرج ما لا يقل عن 47 طريقة مختلفة لجمع مواد البريد الجوي. تشمل هذهِ الطرق إهداءات المطارات، وبريد المناطيد الهوائية، وملصقات البريد الجوي، وأغلفة اليوم الأول للبريد الجوي، والدعاية الجوية.

### توثيق التقدم في مجال الطيران

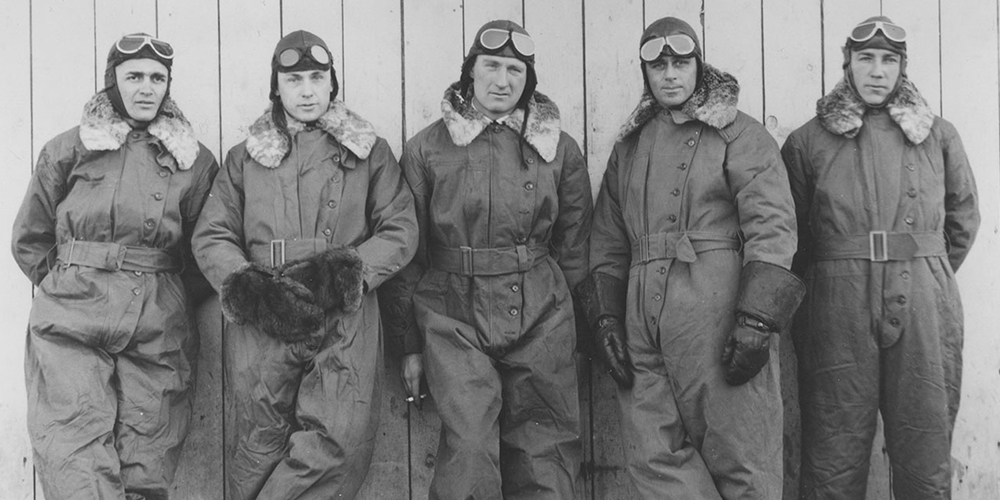
طيارو البريد الجوي الحكوميون الأوائل

بحلول المؤتمر السنوي الثاني عام 1931، بلغ عدد أعضاء جمعية البريد الجوي الأمريكية ما يقرب من ألف عضو. وقد حظيت الجمعية بتقدير كبير، واستقبل الرئيس هربرت هوفر الحضور في البيت الأبيض. وفي رسالة إلى جورج أنجيه عام 1943، كتب الرئيس فرانكلين روزفلت:
((بصفتكم روادًا في مجال جمع الطوابع الجوية، حققت منظمتكم منذ زمن طويل مكانة مرموقة كجمعية وطنية لهواة جمع الطوابع، وهي اليوم تُعدّ تكريمًا رائعًا لبصيرة مؤسسيها. كما تُعدّ نصبًا تذكاريًا للجهود المُخلصة لأعضائها الذين عملوا بلا كللٍ طوال هذه السنوات من أجلها.))
كان والتر ج. كونراث عضوًا مبكرًا في الجمعية الأمريكية للبريد الجوي وكان رئيسًا لها منذ عام 1936 إلى عام 1938.
حظي جون ب. ف. هاينمولر بالوظيفة المثالية بصفته رئيسًا لشركة لونجين-ويتناور للساعات ورئيسًا لقسم التوقيت في الرابطة الوطنية للملاحة الجوية (NAA) العضو في الاتحاد الدولي للطيران (FAI). جمع مظاريف فعاليات الطيران وشغل منصب رئيس الجمعية الأمريكية لمهندسي الطيران (AAMS). كان يُصادق على جميع الشخصيات البارزة في عصره، بما في ذلك: إيدي ريكينباكر، وإيغور سيكورسكي، والجنرال فرانشيسكو دي بينيدو، والأدميرال ر. إي. بيرد، وتشارلز ليندبيرغ، وكلارنس تشامبرلين، وأميليا إيرهارت، وميرز وكولير، وبوست وغاتي، وبانغبورن وهيرندون، وروسكو تيرنر، وماتيرن وغريفين، وديك ميريل، وهوارد هيوز.

### عصر جديد
من عام 1918 إلى عام 1975، كان استخدام البريد الجوي خدمةً مميزة. في البداية، واجه البريد الجوي صعوبةً في منافسة النقل بالقطارات من حيث السرعة والموثوقية. ومع ذلك، وبفضل دعم العقود الحكومية لشركات الطيران، تفوق البريد الجوي بسرعة. وفي الذكرى العشرين للبريد الجوي الحكومي، الذي يُحتفل بهِ في الأسبوع الوطني للبريد الجوي، نقلت 1602 مليون رسالة جواً. وبحلول منتصف سبعينيات القرن الماضي، قررت هيئة البريد الأمريكية أن بريد الدرجة الأولى سيُنقل بأسرع طريقة متاحة دون تكلفة إضافية.
في عام 2023، احتفلت الجمعية الأمريكية للبريد الجوي بمرور 100 عام على تأسيسها. وبصفتها واحدةً من أقدم وأكبر جمعيات هواة جمع الطوابع الجوية في العالم، تواصل الجمعية الأمريكية للبريد الجوي دعم هواة جمع الطوابع الجوية من خلال الأبحاث الأصلية، وفهرس الجمعية (الآن في الطبعة السابعة)، والأعمال المرجعية المتعلقة بالطائرات الشراعية والصواريخ والمناطيد الهوائية، بالإضافة إلى الطائرات.
الخطوة التالية هي الشراكة مع منظمات أخرى لهواة جمع الطوابع لتوسيع وتعميق المعرفة في هذا المجال. بصفتها عضوًا مؤسسًا في فريق التعاون، تستكشف الجمعية الأمريكية لهواة جمع الطوابع كيفية تعظيم الفرص المشتركة، مثل العضوية الرقمية الدولية (IDM). برعاية الاتحاد الدولي لجمعيات هواة جمع الطوابع (FISA)، يمكن لأعضاء إحدى المنظمات المشاركة الانضمام كأعضاء منتسبين في جمعيات أخرى مقابل مبلغ رمزي.

## خدمات الطوابع

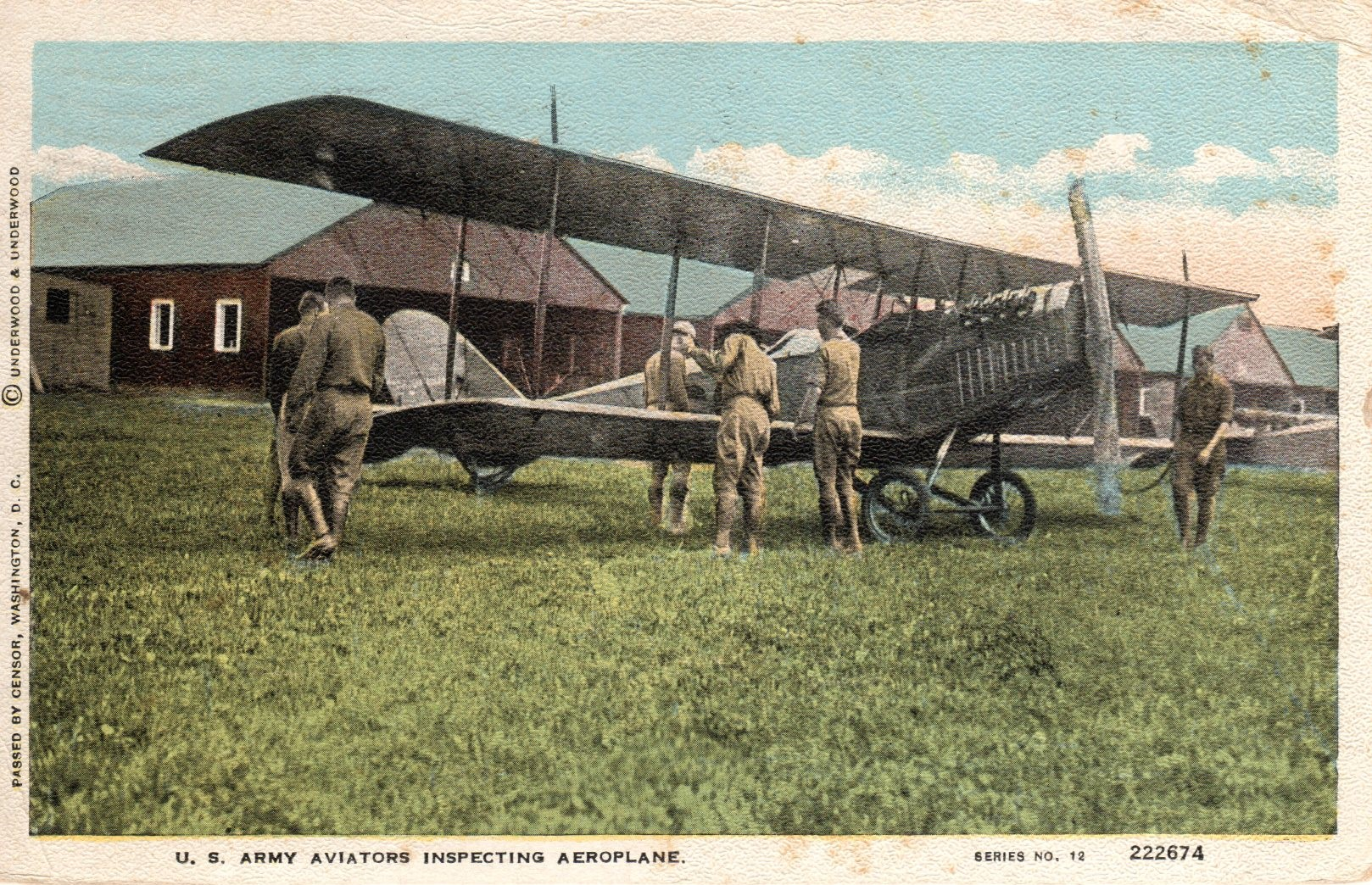
أول بريد جوي حكومي استخدم طائرات عسكرية وأفرادًا عسكريين

تقدم جمعية AAMS العديد من الخدمات لأعضائها:
- مجلة البريد الجوي - مجلة نصف شهرية
- محاضرات عبر Zoom - كل شهرين
- مزاد بريد AAMS - ربع سنوي
- مزاد جمعية Zoom - كل شهرين
- إعلانات مبوبة مجانية في APJ
- قاعة مشاهير AAMS
- حكام معتمدون وطنياً من APS للاستشارة
- المؤتمر السنوي للأعضاء

### العرض في المعارض
تتألف معارض البريد الجوي من وثائق بريدية منقولة جوًا تحمل أدلة على نقلها جوًا. المعرض الجوي هو دراسة لتطور خدمات البريد الجوي أو تشغيلها أو نطاقها المحدد، حيث يعرض عناصر ذات صلة مباشرة، ويوثق معالجة وتحليل المواد الجوية. أما هواية البريد الجوي فهي تاريخ البريد الجوي؛ أي الجانب التاريخي للبريد الجوي. وكذلك ينصب تركيزها على تطور خدمات البريد الجوي أو تشغيلها أو كل ما يخص نطاقها المحدد.

### الأوسمة والجوائز
- قاعة مشاهير هواة جمع الطوابع الجوية
- جائزة الجمعية الأمريكية لهواة جمع الطوابع الجوية للأبحاث
- جائزة والتر ج. كونراث التذكارية
- جائزة رئيس الجمعية الأمريكية لهواة جمع الطوابع الجوية
- جائزة لي داونر
- جائزة بلومنتال
- جائزة غاتشيل
- جائزة المملكة

## روابط خارجية
- الموقع الرسمي
- مجلة البريد الجوي
- دليل APS للتحكيم والعرض في مجال الطوابع البريدية
- الاتحاد الدولي لجمعيات الطيران والفلك (FISA)
- الاتحاد الدولي لهواة جمع الطوابع (FIP)